# راجر آیندوو
راجر آیندوو (انگلیسی: Roger Aindow؛ زادهٔ ۲۳ اکتبر ۱۹۴۶) بازیکن فوتبال اهل بریتانیا است.
از باشگاه‌هایی که در آن بازی کرده‌است می‌توان به اسکلمرسال یونایتد، باشگاه فوتبال پرسکوت کابلس، باشگاه فوتبال بلکپول، باشگاه فوتبال ساوتپورت، و باشگاه فوتبال فورمبی اشاره کرد.